# نيلسون كوهن
نيلسون كوهن (بالإنجليزية: Nelson Kuhn)‏ (و. 1937  م) هو مجدف، كندي، شارك في التجديف في الألعاب الأولمبية الصيفية 1960 – رجال.

## روابط خارجية
- نيلسون كوهن على موقع الاتحاد الدولي للتجديف (الإنجليزية)
- نيلسون كوهن على موقع اللجنة الأولمبية الدولية (الإنجليزية)
- نيلسون كوهن على موقع أوليمبيديا (الإنجليزية)